# 125th Street (stacja metra na Broadway – Seventh Avenue Line)
125th Street – stacja metra nowojorskiego, na linii 1. Znajduje się w dzielnicy Manhattan, w Nowym Jorku i zlokalizowana jest pomiędzy stacjami 137th Street – City College i 116th Street – Columbia University. Została otwarta 27 października 1904.